# Synagoge (Alkmaar)
De enige synagoge van Alkmaar is gelegen aan de Hofstraat, midden in het historische centrum van deze stad. Het gebouw is een rijksmonument.

## Geschiedenis
Alkmaar was in 1604 de eerste Hollandse stad waar joden zich probleemloos konden vestigen. In de loop van de 17e eeuw nam het aantal joden in de stad dan ook toe. Men maakte voor de sjoeldienst aanvankelijk gebruik van de huiskamers van de verschillende joodse gezinnen, maar in 1792 kwam de eerste echte synagoge gereed, aan de Laat, niet ver van de Kapelkerk. Dit pand bleek echter al snel niet meer aan de eisen te voldoen. In 1804 werd het huidige gebouw gekocht, dat vervolgens flink werd verbouwd en in 1844 zijn huidige uiterlijk kreeg.
Alkmaar kende een bloeiend joods leven toen de stad in 1940 werd bezet door de nazi's. Abraham de Wolff was toen al bijna dertig jaar de rabbijn. Na de oorlog bleek de joodse gemeenschap te zijn gedecimeerd. De synagoge kwam leeg te staan en kon door de overgebleven Alkmaarse joden niet meer worden onderhouden. In 1954 namen de baptisten het gebouw over. Zij knapten het gebouw op en gebruikten het tot 2008, het jaar waarin de baptisten naar een ander gebouw verhuisden en de voormalige synagoge leeg kwam te staan.
Alkmaar kreeg later weer een aanzienlijke joodse gemeenschap en er was dan ook veel animo om de oude synagoge opnieuw in gebruik te nemen. Na onderhandelingen kreeg de Stichting Alkmaarse Synagoge (SAS) toestemming om het gebouw zijn oorspronkelijke functie terug te geven. In december 2011 werd, na een uitgebreide restauratie, de Alkmaarse synagoge weer in gebruik genomen.

## Gebouw
Het gebouw bestaat uit een eenvoudige rechthoekige synagoge, overdekt met een tongewelf en voorzien van een galerij voor de vrouwen. Op de lijstgevel zijn de getallen XVIII en XIX zichtbaar. Ze staan voor de jaartallen 1826 en 1844, in de joodse jaartelling: de jaren waarin de synagoge werd verbouwd. 
Achter de synagoge bevindt zich een tweede gebouwtje, voltooid in 1842, dat gebruikt werd om de joodse kinderen te onderwijzen. Dit gebouwtje wordt Cheider genoemd. 